# Río Rímac
El río Rímac es un río del Perú, perteneciente a la vertiente del Pacífico, en el que desemboca tras bañar las ciudades de Lima y Callao, conjuntamente con el río Chillón, por el norte, y el río Lurín, por el sur. Tiene una longitud de 160 km y una cuenca de 3312 km², de la cual 2237,2 km² es cuenca húmeda. La cuenca tiene en total 191 lagunas, de las cuales solamente 89 han sido estudiadas.

## Etimología

Plano de Lima de 1744, dos años antes del terremoto de 1746, que publicó Jorge Juan y Antonio de Ulloa, con la principal vista del río Rimac.

El término Rímac proviene del quechua, que significa "hablador", motivo por el cual este río también es conocido por los limeños como el Río Hablador. Este nombre tiene su origen en una curiosa forma de dar vida al río. Se debe a que en la zona de Lima existió una cultura llamada Pachacámac. Ellos construyeron, al borde del río, unas galerías con un espacio donde ingresaba un sacerdote sin ser visto. Los pobladores se acercaban al río, que era considerado un apu (deidad), y le consultaban sobre sus cosechas, su futuro, pedían consejo, etc., todo frente a dicha galería construida para ello. El sacerdote respondía desde adentro, para hacer creer que era el mismo río quien hablaba. Este es el origen del porqué se le llama río Hablador al río Rímac.
Además, según una leyenda, su origen se basa en el sacrificio de Rímac, el hijo del dios Inti, y de su hermana Chaclla, para librar a los hombres de una sequía. Y que si te encuentras en la orilla del río, oirás su voz contando historias, de ahí, su nombre.
De una mala pronunciación o escucha, los españoles entendieron Lima en lugar de Rímac, razón por la cual se generó el nombre de la ciudad de Lima, como una derivación de la misma por haberse deformado su pronunciación. Sin embargo, el término Limaq, sin ser apropiado en el quechua serrano, parece haber sido el original en las variedades costeñas del quechua y también en el idioma mochica, anterior en esa zona al quechua.

## Geografía

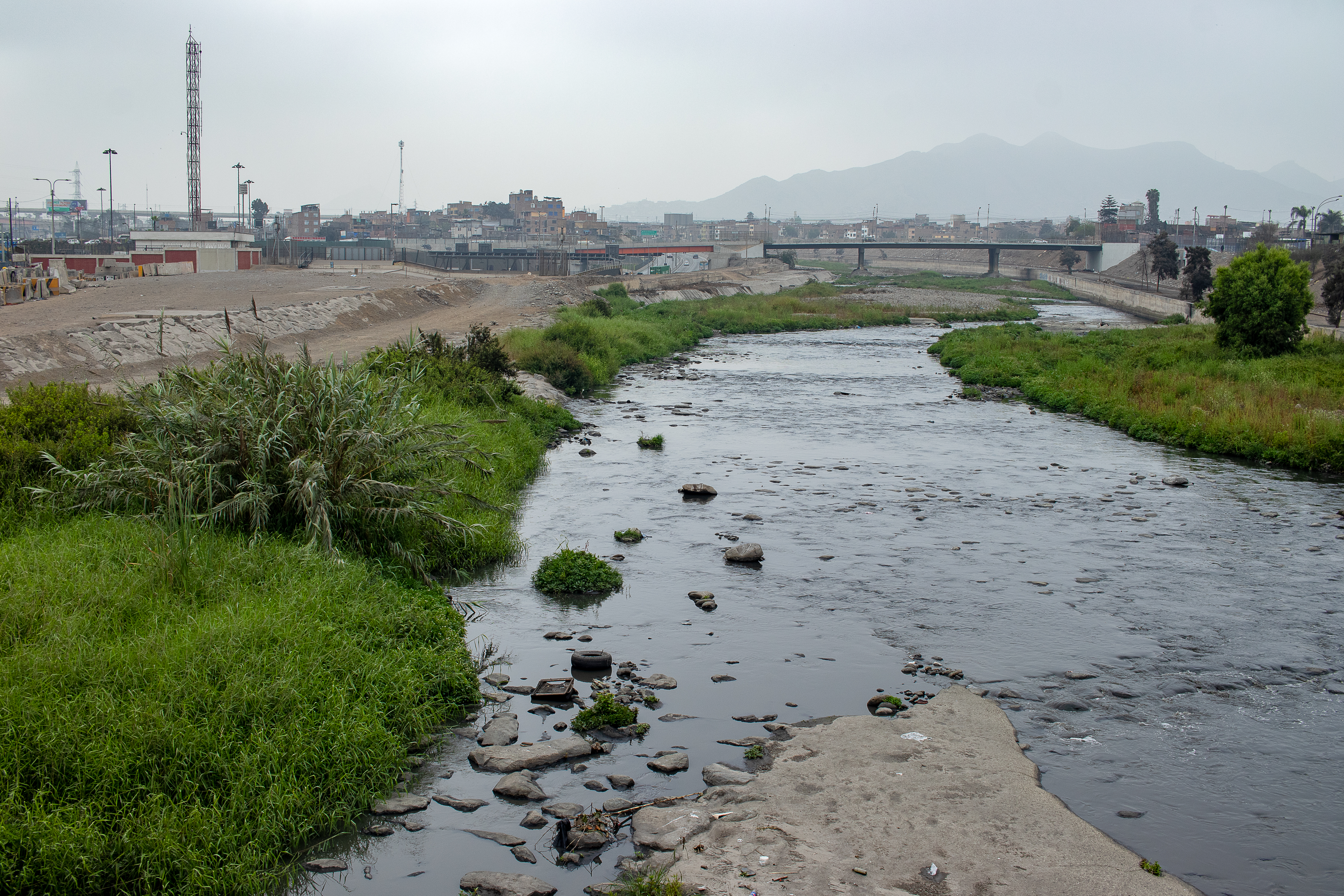
Río Rimac a la altura del Puente Balta, en Lima.

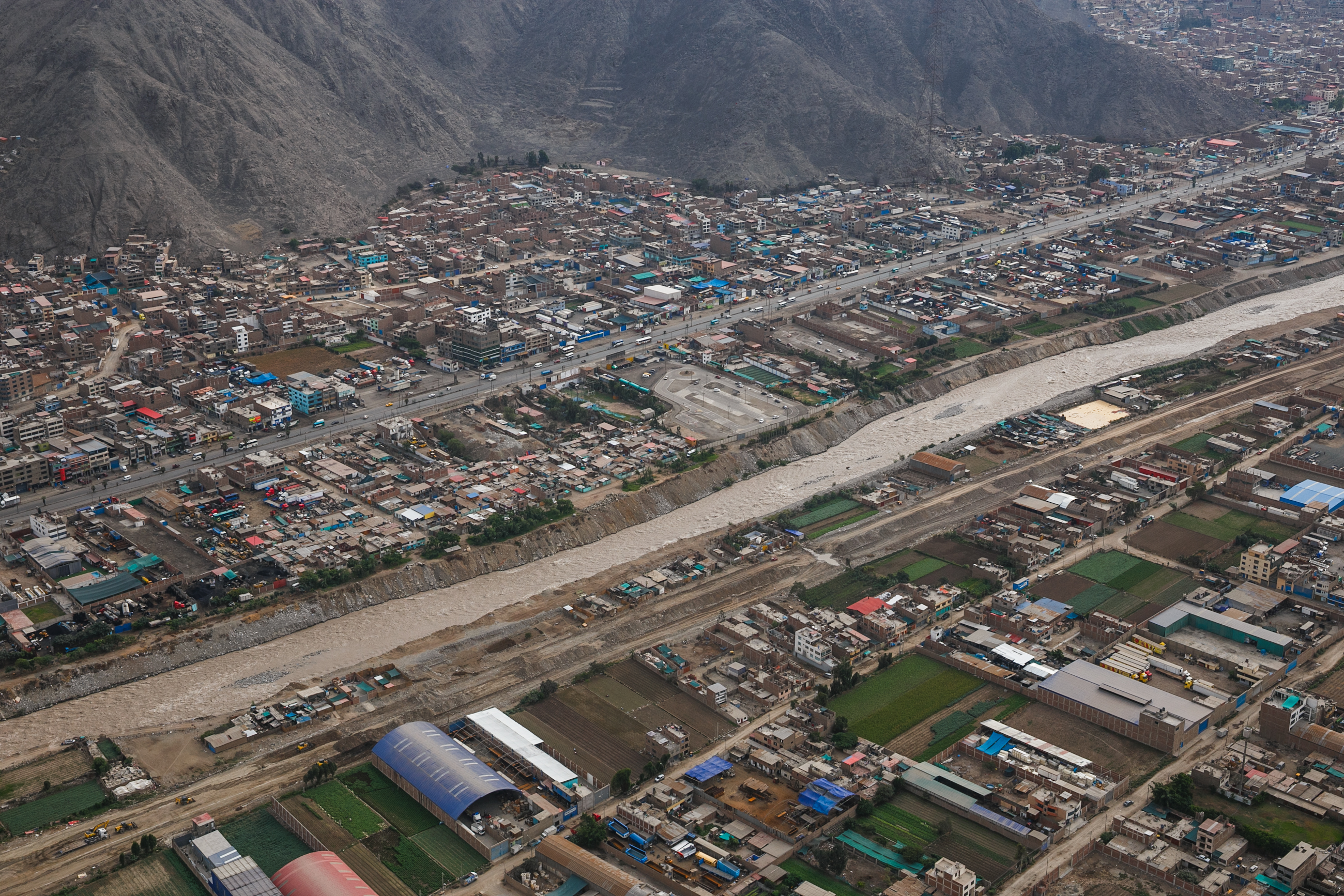
Vista aérea del río en Lima Este.

El río Rímac inicia su recorrido en la vertiente occidental de la cordillera de los Andes, a una altitud de aproximadamente 5508 m s. n. m. en el Nevado Paca, recorriendo las provincias de Lima y Huarochirí, ambas ubicadas en el departamento de Lima.
Entre los tributarios más importantes del Rímac, se encuentran los ríos Santa Eulalia, San Mateo o Alto Rímac y Blanco.
Paralelas al río Rímac corren la carretera Central y una vía férrea, que partiendo del puerto del Callao, llegan hasta la ciudad de La Oroya en el departamento de Junín, para luego dividirse en dos (una hacia al sur y otra hacia el norte), no sin antes pasar por el Abra de Anticona, más conocida como Ticlio, ubicada a 4840 metros sobre el nivel del mar.
Asimismo, en su cuenca se puede encontrar la planta de tratamiento de agua para Lima, llamada La Atarjea, administrada por la Empresa pública de Servicio de Agua Potable y Alcantarillado de Lima (Sedapal), además de las centrales hidroeléctricas de Central Hidroeléctrica de Huampaní, Matucana (también conocida como Central Hidroeléctrica de Pablo Boner), Central Hidroeléctrica de Huinco, Central Hidroeléctrica de Barbablanca, y Juan Carossio (también conocida como Central Hidroeléctrica de Moyopampa), todos operados por Enel Perú (ex - EDEGEL).
A la altura de la ciudad de Lima, el Rímac es atravesado por varios puentes, siendo el más conocido de ellos el tricentenario Puente de Piedra (mal llamado «Puente Trujillo» en la actualidad, el cual es el que está a continuación yendo de Lima al Rímac sobre la vía de Evitamiento), levantado en tiempos del virrey Marqués de Montesclaros en 1610, cuando el Perú formaba parte del imperio español.
En sus márgenes, en la parte de la sierra, podemos ubicar varios restaurantes turísticos, centros vacacionales y de recreación, así como una serie de clubes, que sirven como puntos de escape para los limeños en los fríos y húmedos inviernos. Asimismo, se encuentran varios pueblos pintorescos como Chosica, Matucana (capital de Huarochirí), San Bartolomé, San Mateo de Huanchor, Ricardo Palma y San Jerónimo de Surco.
Un total de 27 operaciones mineras se ubican en la cuenca del río Rímac, de las cuales siete continúan operando y las otras 20 se encuentran cerradas o abandonadas. Los distritos de Chicla, San Mateo, Matucana, Surco, Huanza y Carampoma, en la provincia de Huarochirí, son los de mayor concentración de labores. Los centros mineros más destacados de la zona son los de Casapalca, Tamboraque, Millontingo, Pacococha, Colqui, Venturosa, Caridad, Lichicocha y Cocachacra.

## Caudal

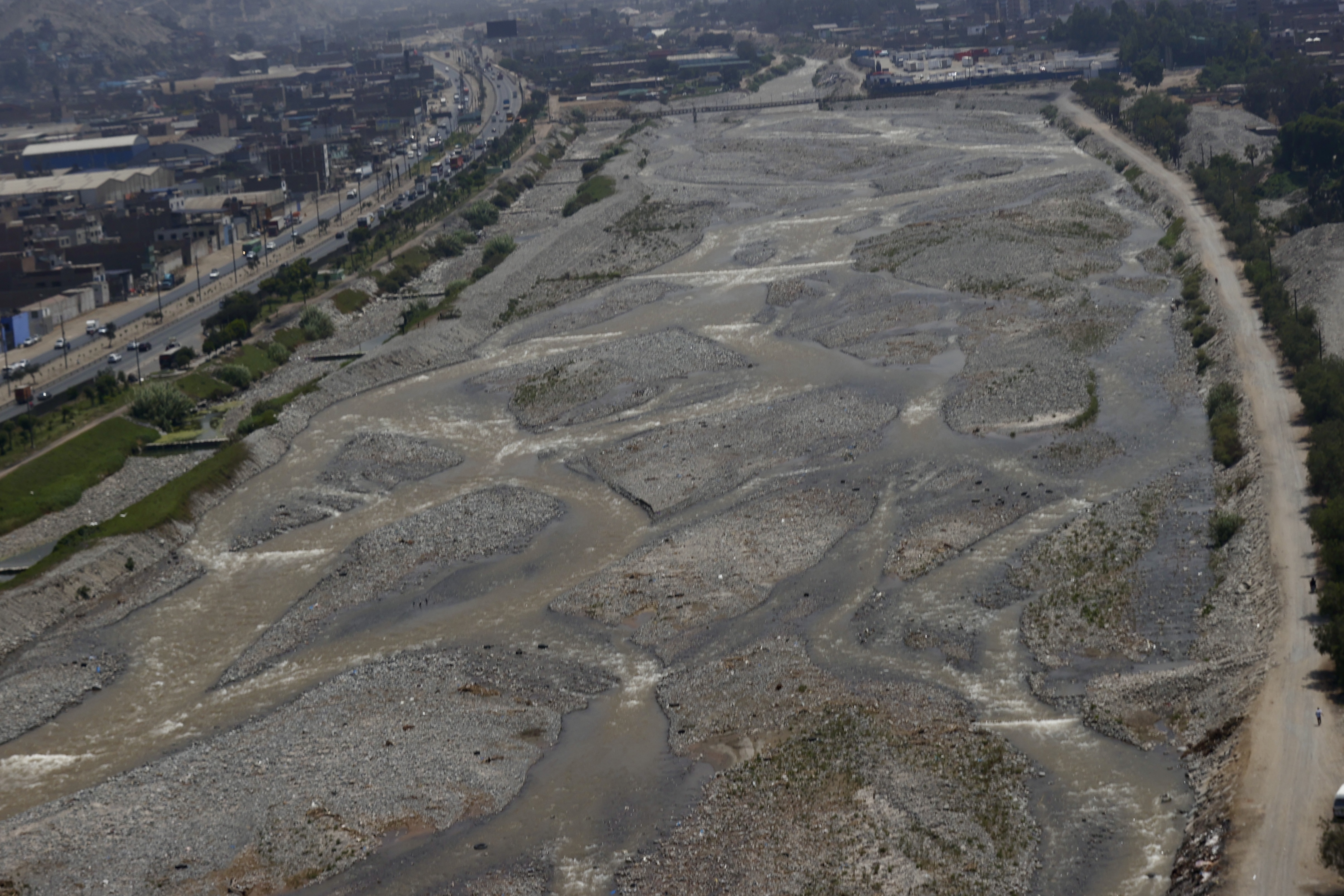
Vista aérea del cauce del río.

La "descarga máxima en 24 horas", ocurrida en el río Rímac y registrada en la estación de Chosica asciende a 385 m³/s (año 1941) y sólo fue repetida en otra oportunidad con 380 m³/s (año 1955) (al existir un registro inferior a 120 años, los riesgos de extrapolar son altos).
Sin embargo, según algunas investigaciones, una descarga excepcional se produjo el 29 de marzo de 1925, estimada en 600 m3/s.
La disminución del caudal del Rímac en época de sequía, además del constante crecimiento de Lima, impedía un buen abastecimiento de agua potable en la ciudad. Por ello, el gobierno peruano realizó en 1962 el proyecto de trasvase de aguas desde la laguna Marcapomacocha, que pertenece a la cuenca del río Mantaro, a través de un túnel en forma de sifón de 10 kilómetros a 4000 m s. n. m. que atraviesa diversos glaciares.

## Zona Reservada del Valle del Río Rímac

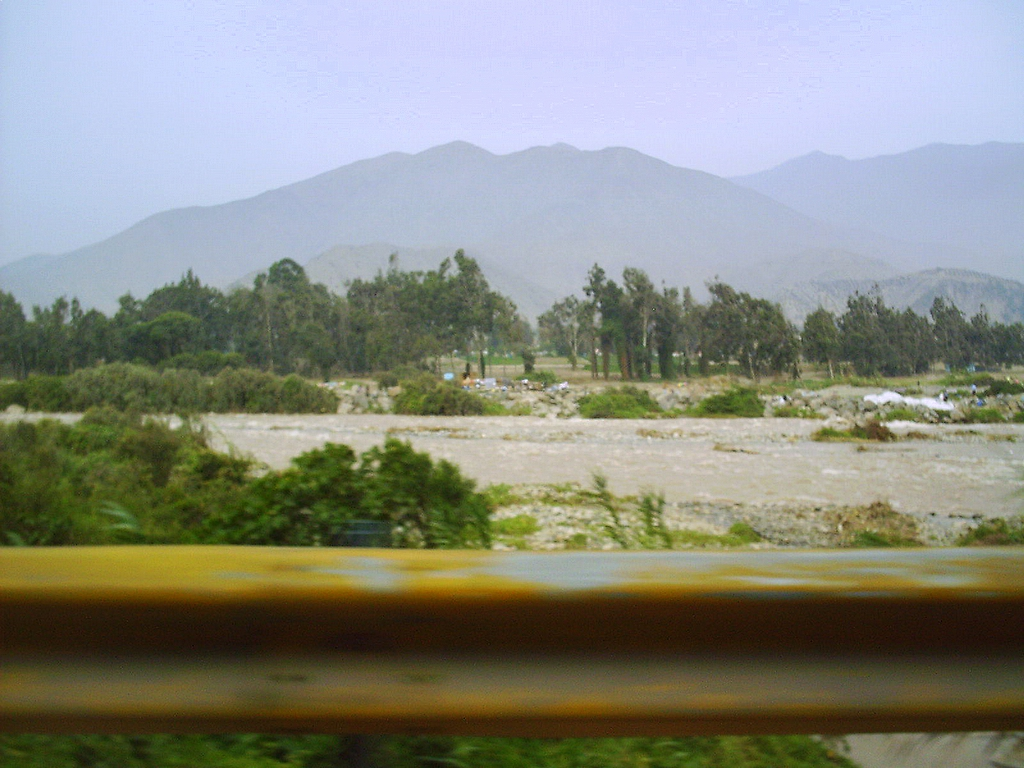
Valle del Rímac.

En 1998, se creó la Zona Reservada del Valle del Río Rímac, la cual se encuentra ubicada entre los distritos de Lima, San Juan de Lurigancho, El Agustino, Lurigancho-Chosica, Ate y Chaclacayo de la provincia de Lima, que intenta cuidar la limpieza y el ambiente paisajístico de la zona. Su extensión es la que cubre una franja de 28 km. Actualmente, se viene trabajando en sus márgenes en distintas zonas, a fin de recuperar su belleza, que fue decayendo en las últimas décadas, ya que es utilizado como depósito de basura por los pobladores de sus márgenes, además de ser desembocadura de varios tubos de desagüe.
Esta zona alberga especies de fauna como el falco sparverius, el cual utiliza los saltos de los barrancos como lugares de reposo y acecho. En las orillas de los ríos con vegetación baja, se han encontrado aves como el pato gargantillo (Anas bahamensis), garzas como la Egretta thula, la Eudocimus albus, la Bubulcus ibis y la Nycticorax nycticorax.

## Proyectos propuestos cerca al río
Durante el siglo XIX, por la familia del Condado de la Vega del Ren, se planteó hacer del Río un canal navegable con su propuesta del "Puerto de Lima", a través del antiguo Palacio Veneciano (actualmente demolido). Posteriormente, hubo nuevos intentos de canalizar los terrenos entre el puente Balta y el puente de Piedra entre 1872 y 1889, en un plan de urbanización del siglo XIX, siendo proyectado por el ingeniero Felipe Arancivia; no obstante, debido al mal cálculo del presupuesto, se canceló en 1909. También en los años 1990, hubo propuestas para volver al río en un canal navegable en el sector del centro de Lima. Incluido el proyecto de Gran Parque del Río Hablador dentro del antiguo Plan Maestro Centro de Lima al 2010.
En el gobierno de Augusto Leguía, se desarrolló un Malecón del Rímac, con el fin de embellecer el tajamar del río durante la década de 1920. Sin embargo, sería demolido a fines del siglo.
Durante 2009, se propuso el Proyecto Las Lagunas del Rímac, que buscaría convertir las riberas fluviales en pulmones ecológicos, por medio de formar lagos artificiales (10 pequeñas lagunas rectangulares), entre los puentes Balta y Santa Rosa, que adornarán al Malecón Rímac, formando un corredor cultural del centro histórico en conjunto al parque de la Muralla y el parque Universitario. Asimismo, en ese año se buscó canalizar partes del tramo del Río.
Durante 2012, se invitó al gobierno de Corea del Sur, en un proyecto de Recuperación del Rimac y el río Huaycoloro, debido a su experiencia del gobierno coreano en la recuperación de los cuatro ríos que atraviesan la ciudad de Daegu, se estimó una demora de diez años para la recuperación. En 2013, se propuso un proyecto de Recuperación del Río Rímac por los municipios de San Mateo y Chaclacayo, con el apoyo de la Autoridad Nacional del Agua. En 2015, se presentó el informe final del gobierno coreano, a través de la Agencia de Cooperación Internacional de Corea del Sur (Koica), y se firmaron nuevos convenios, seleccionándose a las empresas K-Water, Yooshin Eng. y Pyunghwa Eng. Estimándose unos U$D de 1000 millones. Se volvió a proponer en 2017, un Plan Maestro para la Restauración del Río Rímac para limpiar sus aguas del río y reutilizar sus aguas tratadas en la Planta de Tratamiento de Aguas Residuales de Taboada. Estimándose una demora de dos a tres años. En 2021, se hicieron investigaciones por parte de Aquafondo para estudiar la calidad del agua en la región Chirilu (Río Chillon, Rimac y Lurín) para el desarrollo del proyecto, y se invitó a la CAF-Banco de Desarrollo de América Latina para financiar la obra.
Durante la gestión de Susana Villarán, por parte del arquitecto urbanista Augusto Ortiz de Zevallos, se propuso el proyecto Río Verde, o Vía Parque Rímac, que buscaba recuperar la ribera del río Rímac por medio del reencauzamiento del río Rímac para poder ganar terreno en la ribera para la creación de un parque de 25 hectáreas de áreas verdes con puentes ribereños y el desarrollo de circuitos recreativos (como un teatro para 8000 personas y un Gran Parque Cantagallo como parque Central de Lima), incluido laguna artificial, plazoletas, alamedas y piscinas públicas alimentadas con agua del río. También se incluía un programa de vivienda para la comunidad shipiba de Cantagallo. Sin embargo, la gestión de Luis Castañeda Lossio lo suspendió por el proyecto de by-pass de Vía expresa Línea Amarilla (un túnel subterráneo que atraviesa el Rímac que logró inaugurarse en 2018). Aunque el actual alcalde de Lima, Rafael López Aliaga, ha considerado su reactivación en 2023.
Además, existe el Proyecto Especial Paisajístico Río Rímac dentro del Plan Maestro del centro histórico de Lima al 2035, por el que la Municipalidad Metropolitana de Lima busca su recuperación como paisaje hídrico, urbano e histórico, así como desarrollarlo como corredor ecológico metropolitano.
Durante 2017, por el fenómeno de El Niño, Martín Vizcarra propuso canalizar tres kilómetros del río Rímac para evitar desbordes y desplomes de carreteras por los huaycos en tramos de la carretera Central.
También en 2017, Lima Design Network propuso un concurso de ideas llamado parque Fluvial Rímac, por el que varios arquitectos de universidades concursantes debían proponer proyectos para salvar la relación entre el río y la ciudad, a nivel urbano, y de servicios públicos, con tal de para salvaguardar los límites entre la naturaleza y la apropiación del hombre.

## Calidad de agua
En 2009, según Digesa, el río Rímac registró un exceso en los niveles de contaminación de cadmio, plomo, cobre, coliformes tolerantes y grasas y aceites.
En 2012, la Autoridad Nacional del Agua (ANA) ejecutó un monitoreo en la calidad de agua del río Rímac , cuyos resultados superan los niveles internacionales de calidad ambiental. En diversos puntos de la cuenca, se detectaron metales pesados y un alto nivel de coliformes fecales. Sedapal gasta millones de dólares anualmente en la purificación de esta agua hasta un nivel potable para su distribución a la población de Lima.
En 2018, en la evaluación de la calidad de agua superficial realizada por la ANA, la cuenca media del río Rímac presentó una calidad regular durante época de avenida. La parte baja del río Rímac registró una calidad mala, principalmente, durante la época de avenida con niveles altos de demanda bioquímica de oxígeno (DBO) y coliformes fecales. Cabe mencionar, que durante la época de estiaje, este tramo permaneció seco.
En 2025, el agua cambió de color a rojo. Aunque no se consiguió encontrar una explicación para este cambio, se denunciaron casos en los que las fábricas textiles de Campoy y Huachipa habrían tirado desechos al río. Se le atribuye a Sedapal la responsabilidad de permitir que el agua teñida llegara al río Rímac.